# لودویگ پوسپ

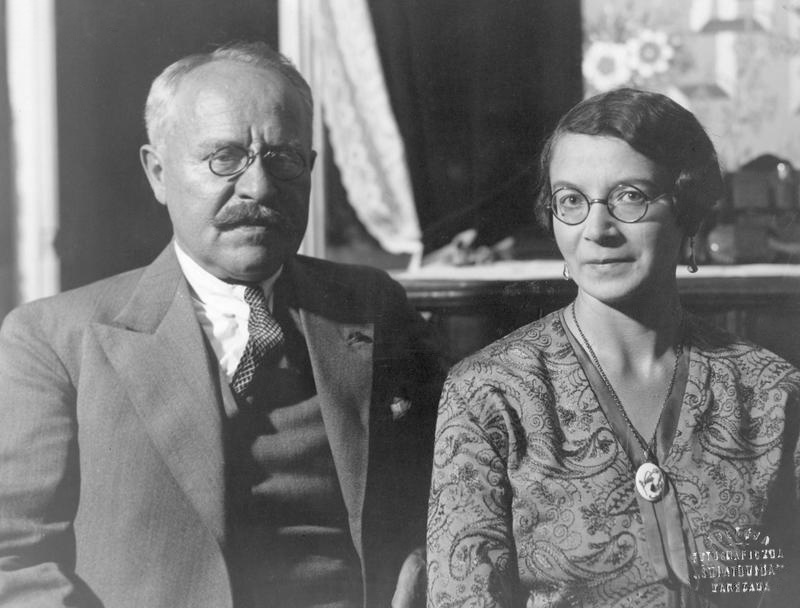
لودویگ پوسپ به‌همراه همسرش در ۱۹۳۰

لودویگ پوسپ (استونیایی: Ludvig Puusepp; ۳ دسامبر ۱۸۷۵ – ۱۹ اکتبر ۱۹۴۲) جراح، پژوهش‌گر و اولین پروفسور جراحی مغز و اعصاب جهان اهل استونی بود.
وی که دانش‌آموخته دانشگاه تارتو بوده برندهٔ جوایزی همچون لژیون دونور شده‌است.